# 德克薩斯縣 (奧克拉荷馬州)
德克薩斯縣（英語：Texas County）是美国奧克拉荷馬州西部的一個縣，北鄰堪薩斯州，南鄰德克萨斯州，面積 5,306平方公里。根據2020年美國人口普查，共有人口21,384人。縣治蓋蒙。

## 歷史
从1850年到1890年期間，德克薩斯縣一帶並不屬於任何州份，並且沒有被调查。在這段期間，德克薩斯縣亦沒有被細分為任何乡镇或部分。从1890年到1907年期間，德克薩斯縣一帶正式被劃入比佛縣。於1907年11月16日，德克薩斯縣自比佛縣獨立。縣名來自德克萨斯州。當1907年的制宪会议正式批准德克薩斯縣的成立後，這一帶得名德克薩斯縣，全因在1850年德克薩斯州割讓領土予奧克拉荷馬州時，整個德克薩斯縣都位於德克薩斯州割讓的領土內。

## 地理
根據2000年人口普查，德克薩斯縣總面積為2,049平方英里（5,307平方），其中有2,037平方英里（5,276平方），即99.43%為陸地；12平方英里（31平方），即0.57%為水域。

### 毗邻县
- 堪薩斯州 史蒂文斯縣：北方
- 堪薩斯州 蘇厄德縣：東北方
- 奧克拉荷馬州 比佛縣：東方
- 德克萨斯州 奧希爾特里縣：東南方
- 德克薩斯州 漢斯福德縣：南方
- 德克薩斯州 謝爾曼縣：西南方
- 奧克拉荷馬州 錫馬龍縣：西方
- 堪薩斯州 莫頓縣：西北方

德克薩斯縣是美國四個與名稱相同的州份相鄰的縣份，其餘三個縣份分別為內華達縣、特拉華縣和俄亥俄縣。德克薩斯縣亦是美國中唯一兩個以「德克薩斯」為名的州份。另外一個德克薩斯縣位於密蘇里州內。

### 国家保护区
- 奥提玛国家野生动物保护区（英语：Optima National Wildlife Refuge）

## 人口
| 调查年               | 人口   | 备注 | %±     |
| -------------------- | ------ | ---- | ------ |
| 1910                 | 14,249 |      | —      |
| 1920                 | 13,975 |      | −1.9%  |
| 1930                 | 14,100 |      | 0.9%   |
| 1940                 | 9,896  |      | −29.8% |
| 1950                 | 14,235 |      | 43.8%  |
| 1960                 | 14,162 |      | −0.5%  |
| 1970                 | 16,352 |      | 15.5%  |
| 1980                 | 17,727 |      | 8.4%   |
| 1990                 | 16,419 |      | −7.4%  |
| 2000                 | 20,107 |      | 22.5%  |
| 2010                 | 20,640 |      | 2.7%   |
| 於1907年前屬於比佛縣 |        |      |        |

根據2010年人口普查，德克薩斯縣擁有20,640居民、7,212住戶和5,147家庭。。其人口密度為每平方英里10居民（每平方公里4居民）。德克薩斯縣擁有8,208間房屋单位，其密度為每平方英里4間（每平方公里2間）。德克薩斯縣的人口是由75.7%白人、1.6%非裔、1.3%原住民、1.6% 亞裔、0.2%太平洋岛民、16.9%其他種族和2.8%混血构成。而拉丁美洲裔佔了人口42.0%，其中34.3%為墨西哥裔、3.5%瓜地馬拉裔、0.7%古巴裔、以及0.7%西班牙裔。在20,640居民中，有65.7%母語為英语以及33.1%為西班牙语。
在7,153住户中，有39.00%擁有一個或以上的兒童（18歲以下）、61.50%為夫妻、7.50%為單親家庭、而有26.60%為非家庭。其中21.20%住户為獨居，8.20%為同居長者。平均每戶有2.75人，而平均每個家庭則有3.19人。在20,640居民中，有28.80%為18歲以下、12.70%為18至24歲、29.10%為25至44歲、19.20%為45至64歲以及10.20%為65歲以上。人口的年齡中位數為30歲，每100個女性就有105.90個男性。而每100個成年女性（18歲以上）則有106.90個成年男性，是少數男性人口比女性人口多的縣份。
德克薩斯縣的住戶收入中位數為$35,872，而家庭收入中位數則為$42,226。男性的收入中位數為$26,991，而女性的收入中位數則為$20,404。德克薩斯縣的人均收入為$15,692。約10.20%家庭和14.10%人口在貧窮線以下。